# Хубавият Серж
„Хубавият Серж“ (на френски: Le Beau Serge) е френски драматичен филм от 1958 година на режисьора Клод Шаброл по негов сценарий.

## Сюжет
Францоа е студент в Париж и се връща в Сардан, селото на неговото детство. Приятелят му Серж се е превърнал в алкохолизирана руина, защото жена му е родила дете с хромозомно нарушение. Тя отново е бременна и Серж е още по-нещастен и противен. Франсоа иска да спаси Серж на всяка цена.

## В ролите
| Изпълнител      | Роля                 |
| --------------- | -------------------- |
| Жерар Блен      | Серж                 |
| Жан-Клод Бриали | Франсоа Байон        |
| Мишел Мериц     | Ивон                 |
| Бернадет Лафон  | Мари                 |
| Клод Сервал     | Свещеник             |
| Жана Перес      | Мадам Шание          |
| Едмон Бишоп     | Гломо                |
| Андре Дино      | Доктор Мишел         |
| Мишел Крозе     | Лекар                |
| Клод Шаброл     | Бримел ле Трюф       |
| Филип де Брока  | Жак-Ривет де ла Ризе |